# César Cielo
César Augusto Cielo Filho (født 10. januar 1987 i Santa Barbara d'Oeste, São Paulo) er en brasiliansk svømmer som har specialiseret sig i crawl. Den 16. august 2008 vandt Cielo en guldmedalje under 50 m frisvømning under OL i Beijing, og vandt dermed brasiliens første OL medalje i svømning nogensinde.
Cielo studerer ved Auburn University i Auburn, Alabama, hvor han konkurrerer for holdet Auburn Tigers. I brasilien svømmer han for Esporte Clube Pinheiros.